# Liquid Comics
Liquid Comics es una editorial india de cómics, fundada en el año 2006 bajo el nombre de Virgin Comics LLC. Producen historias (muchas de las cuales celebran la cultura india) para una audiencia global. La compañía fue fundada por Sir Richard Branson y su Virgin Group, el autor Deepak Chopra, el cineasta Shekhar Kapur y los empresarios Sharad Devarajan, Suresh Seetharaman y Gotham Chopra. En agosto de 2008, debido a una reestructuración interna en la empresa, se mudaron de la ciudad de Nueva York, Nueva York a Los Ángeles, California. El 24 de septiembre de 2008, se anunció que Virgin Comics pasó a llamarse Liquid Comics después de una compra por parte de la gerencia .

## Compañía

### Formación
Virgin Comics LLC y Virgin Animation Private Limited son empresas colaborativas formadas por el empresario de Virgin Group, Sir Richard Branson, el autor Deepak Chopra, el cineasta Shekhar Kapur y Gotham Entertainment Group (la editorial de cómics más grande del sur de Asia) en 2006.  Las compañías surgieron de la asociación previamente anunciada entre Chopra, Kapur y Gotham Entertainment (pero no Branson). Gotham Studios Asia se anunció a fines de 2004, planeando su primer lanzamiento en 2005, que no se produjo. Variety informó en enero de 2006 que el director de Gotham Entertainment, Sharad Devarajan, y el hijo de Chopra, Gotham, fueron los principales impulsores y se acercaron a Branson como socio potencial. Con Branson a bordo, Gotham Studios Asia se convirtió en Virgin Comics and Animation, con Devarajan asumiendo el papel de director ejecutivo, Gotham Chopra como director creativo y el ejecutivo de publicidad indio Suresh Seetharaman dirigiendo Virgin Animation desde India. Las empresas tienen su sede en Bangalore y el brazo de cómics tiene su sede en Nueva York.  Variety informó que Devarajan y Chopra planeaban pasar 2006 "dotando de personal a la operación india con aproximadamente 150 personas, la mayoría de ellos artistas".

Devarajan, que continúa operando Gotham Entertainment como una entidad separada, declaró que el objetivo del sello Virgin era:
"crear contenido que no solo llegue a una audiencia global, sino que también ayude a iniciar un renacimiento creativo en la India".
Centrándose en Asia "como un área para inspirar y crear contenido e impulsar los ingresos... para llegar a una audiencia global", los dos brazos permiten que las propiedades se traduzcan en "propiedades de medios completos en una amplia línea de productos y medios de comunicación". 
El Comunicado de Prensa de las empresas matizó este enfoque, escribiendo:

 "La Compañía cree que en la próxima década, Asia se convertirá en uno de los mayores productores, así como en los mayores consumidores, de productos de entretenimiento. Virgin Comics tiene la intención de mirar a Asia, y a la India en particular, como un mercado en crecimiento para los consumidores de productos de entretenimiento y también como una fuente de contenido único e innovador que se traerá al mundo en forma de cómics y licencias para películas, animación, juguetes, video. juegos y productos de consumo. . .

 Esta asociación lleva a Virgin, una de las marcas de estilo de vida juvenil líderes en el mundo, a las áreas de cómics y animación por primera vez. El fundador de Virgin, Sir Richard Branson, comentó sobre la nueva asociación diciendo: "India es un mercado increíblemente vibrante en el que Virgin ya, a través de Virgin Atlantic, tiene el placer de trabajar. Virgin Comics encarna todo lo que Virgin representa: innovación y lanzamiento, desarrollo y apertura de mercados, en beneficio del consumidor, tanto en el país como en el extranjero. . . Estoy encantado de que Virgin Comics no solo ayude a lanzar el mercado de cómics indio y llevarlo al oeste, sino que desarrollará nuevos y emocionantes talentos, dando voz a toda una generación de jóvenes pensadores creativos". 
Adrian Sington, presidente ejecutivo de Virgin Books, señaló que "el mercado de cómics y novelas gráficas en todo el mundo está explotando... [en parte debido a] la aparición de cómics en Asia".  Sharad Devarajan se refirió a las formas japonesas de anime y manga, destacando su impacto en los medios de comunicación mundiales y describiendo la "misión de Virgin Comics... para provocar un renacimiento creativo en India, reinventando el entretenimiento de personajes indios e impregnando este nuevo estilo y visión en todo el mundo". mundo... lanzando una nueva ola de personajes que atraen simultáneamente a audiencias desde Boston hasta Beijing y Bangalore". 

### "Visión" de Virgin Comics
Virgin Comics reclama una doble visión:
1. La creación de historias originales y propiedades de personajes que aprovechan la vasta biblioteca de la mitología y reinventan las ricas narrativas indígenas de Asia de una manera única, convincente y entretenida.
2. Colaborar con talentos creativos de todo el mundo, desde cineastas, escritores, músicos y otros artistas, para crear historias originales y propiedades de personajes inicialmente en forma de cómics y novelas gráficas para luego desarrollar películas, televisión, animación, juegos., contenido inalámbrico, en línea, mercancía y más.

Concebido como un intercambio creativo, Virgin Comics y Virgin Animation lideran la transición de la India como una subcontratación a una fuente de creaciones y creadores innovadores y dinámicos. Con la vista puesta en el mercado del entretenimiento en rápida evolución (550 millones de jóvenes menores de 20 años en los próximos 10 años solo en la India ), Virgin Comics busca crear propiedades infundidas con una sensibilidad mítica que resuene con lectores y audiencias de todo el mundo.

### Reestructuración
El 26 de agosto de 2008, se informó que Virgin Comics había cerrado su oficina de Nueva York. Un comunicado emitido por el CEO Sharad Devarajan confirmó el cierre de la oficina de Nueva York, pero indicó que la empresa se reestructurará y se trasladará a Los Ángeles. Devarajan dijo que más adelante se daría a conocer más información. Gotham Entertainment no se verá afectado por este cambio. Según las fuentes, Virgin seguirá teniendo los derechos de las propiedades que publicó.

### Cómics líquidos
El 24 de septiembre de 2008, se anunció que Virgin Comics cambió su nombre a Liquid Comics. Entre los primeros proyectos de Liquid Comics está una película de Hollywood basada en el cómic Ramayan 3392 AD, junto con Mandalay Pictures y Mark Canton, uno de los productores de la película 300 . La película está programada para estrenarse en 2011. Liquid Comics también llegó a un acuerdo con FremantleMedia Enterprises para crear programas de televisión. Los dos primeros programas en desarrollo bajo la asociación son First Family y Ani-Max.
Gotham Chopra y Michael Jackson trabajaron juntos y escribieron una novela gráfica titulada Fated. Estaba programado para su lanzamiento en junio de 2010 en colaboración con Villard.  Los derechos de autor de la serie actualmente pertenecen a Liquid Comics.

### India gráfica
El 20 de febrero de 2013, Liquid Comics comenzó a volver a centrarse en la empresa Graphic India de Devarajan.

## Líneas cómicas
Las líneas iniciales de Virgin Comics fueron su línea insignia Shakti, la línea Maverick (más tarde Voices) y el sello Director's Cut. Aunque el primer título, programado para debutar a mediados de 2006, estaba destinado a ser el primer título de "Director's Cut" de John Woo, de hecho fue el segundo cómic de "Director's Cut" y el quinto en general de Virgin cuando debutó en octubre.

### Shakti
La línea Shakti ("Shakti" significa "poder" en sánscrito) presenta la mitología, el arte, la historia, las historias clásicas y otros temas relacionados de la India, a menudo con un toque moderno. Sus títulos debut, dos de los tres primeros que se vieron impresos por Virgin Comics, fueron Devi y The Sadhu.  Devi fue escrita por Siddharth Kotain y presentó "una versión moderna de un mito muy antiguo", en el que el personaje principal Devi se convierte en una "guerrera de la luz" después de que el panteón de los dioses la renaciera en respuesta a "la rápida decadencia de la ciudad". de Sitapur" causado por el "temible dios renegado Bala".
The Sadhu, creado por Gotham Chopra, es un tema de historia sobre la venganza. La trama del libro trata sobre alguien que "fue una vez un Sadhu, lo que en Oriente llaman místicos". 

### Edición del director
La línea Director's Cut está diseñada para exhibir el trabajo de los directores de cine y brindarles un presupuesto ilimitado para crear obras que pueden ser más difíciles de realizar en la pantalla. Ve a directores como Shekhar Kapur, Guy Ritchie y John Woo creando cómics, y se rumorea que incluirá al legendario Terry Gilliam en algún momento en el futuro. Se dice que el supuesto interés de Gilliam (y el de los otros directores) se debe en parte a la capacidad de los cómics para "provocar un nuevo interés de Hollywood en viejas ideas y, al menos, dar a la audiencia una idea de lo que [se] pretendía". en una posible versión cinematográfica. Gamekeeper de Guy Ritchie ha sido elegido por Warner Brothers Studios para convertirlo en una película, que comenzará a filmarse en algún momento de 2009.[cita requerida]
Los comentarios iniciales de Virgin Comics indicaron que el objetivo era "lanzar títulos de cómics en colaboración con cineastas icónicos", con "Woo's Seven Brothers [originalmente listado como] el cómic debut de la línea Director's Cut". De hecho, el primer cómic "Director's Cut" y el segundo en general de Virgin Comics fue Snake Woman, de Shekhar Kapur y el artista Zeb Wells . Gira en torno a Jessica Peterson, de 25 años, una mujer de Los Ángeles con el lema: "ESTUDIANTE... MESERA... ASESINATO EN MASA". 
El cómic de más alto perfil de Virgin en el oeste, y el anunciado antes que cualquier otro, se convirtió en el quinto lanzamiento de la compañía en octubre de 2006. Seven Brothers de John Woo fue una idea del folclore chino que fue ampliada por el autor de Preacher, Hitman y Punisher Garth Ennis en "una historia moderna y global", de una manera que es "claramente un hermano del medio cinematográfico", dijo Woo. John Woo describió su experiencia "trabajando en cómics [como] bastante cómoda", ya que "es como el guión gráfico definitivo". Ennis describió la forma en que se involucró como notablemente sencilla. De hecho, en sus propias palabras: "Todo lo que tenían que decir era 'John Woo' y me vendieron al instante". Las portadas fueron de Yoshitaka Amano, con Greg Horn produciendo una variante para el #1.

### La Linea Voices
La línea de las voces o como se tituló anteriormente The Maverick line, pretende presentar, además de los cómics escritos por actores y músicos, nuevos talentos. La primera línea de lanzamiento fue en diciembre de 2006. Esta ola inicial fue escrita por el líder de Eurythmics, Dave Stewart. Walk In # 1 de Dave Stewart se basó libremente en "experiencias de la vida real durante la juventud de Stewart haciendo programas como" Memory Man "y, esta vez en su vida, él mismo sufría momentos extraños de pérdida de memoria". El guion original, así como las expansiones posteriores, fueron escritos por Jeff Parker. Parker es autor del aclamado cómic Interman.

### Otro
Virgin comics produjo una miniserie de Dan Dare, escrita por Garth Ennis.
Además, "la compañía aprovechará a los creadores innovadores de cómics, cine y entretenimiento de todo el mundo".  Los animadores de Virgin Comics han trabajado en novelas gráficas y la empresa está vinculada a Virgin Animation. Una de esas novelas gráficas es el próximo libro ambiental para niños The Econauts.
En el NYCC se reveló que Grant Morrison trabajaría con Virgin Comics para producir "webisodios" (historias cortas animadas) basadas en el Mahābhārata . Dijo que no sería una traducción directa, pero "al igual que los Beatles tomaron la música india y trataron de hacer sonidos psicodélicos... Estoy tratando de convertir la narración india a un estilo occidental para personas criadas con películas, cómics y videojuegos". También se anunció que Stan Lee creará un nuevo equipo de superhéroes para aparecer en un nuevo título de Virgin, cuyos detalles se mantuvieron en secreto por el momento.
Virgin también inició una marca llamada Coalition Comix en la plataforma de redes sociales, MySpace. A través de Coalition Comix los fans podían sugerir ideas para un cómic. Las mejores ideas serían seleccionadas y convertidas en historietas reales. El primer libro que se creó a partir de la idea fue Queen's Rook, escrito por Mike Carey.

#### Arte novedoso
- Kamasutra
- La vida de Buda

## Creadores de cómics
Los creadores de Virgin Comics incluyen:
- Jenna Jameson
- John Woo
- Nicolas Cage
- Garth Ennis
- Alex Ross
- Guy Ritchie
- Shekhar Kapur
- Deepak Chopra
- Gotham Chopra
- Samit Basu
- Dave Steward
- Andy Diggle
- Saurav Mohapatra
- Shamik Dasgupta
- Terry Gilliam
- Edward Burns
- Duran Duran
- Bart Sears
- Ron Marz
- Grant Morrison
- Marc Guggenheim

## Televisión
Virgin Comics coproducirá varias series de televisión con la cadena de televisión estadounidense SpFy. La primera de estas series, "The Stranded", estará escrita por Mike Carey.